# Riyaad Norodien
Riyaad Norodien (Kaapstad, 26 maart 1995) is een Zuid-Afrikaans voetballer die bij voorkeur als flankspeler speelt. In 2015 maakte hij vanuit de jeugdopleiding de overstap naar de eerste selectie van Ajax Cape Town.

## Carrière
Op 4 april 2015 maakte Norodien zijn debuut voor Ajax Cape Town. In de competitiewedstrijd tegen Platinum Stars startte hij in de basis en werd hij na 71 minuten gewisseld voor Franklin Cale. Zijn eerste doelpunt maakte hij een maand later. Op 6 mei kopte hij in de wedstrijd tegen Moroka Swallows een voorzet van Erwin Isaacs tegen de touwen.